# 정읍군 (선거구)
정읍군은 대한민국의 옛 국회의원 선거구이다. 당시 전라북도 정읍군 지역을 관할했다.

## 역사
제6대 국회의원 선거를 앞두고 정읍군 갑, 정읍군 을 선거구가 통합되면서 신설되었다.
제9대 국회의원 선거를 앞두고 김제군 선거구와 통합되며 정읍군·김제군 선거구를 이루게 됨에 따라 폐지되었다.

## 역대 국회의원
| 선거   | 정당 | 정당       | 의원   |
| ------ | ---- | ---------- | ------ |
| 1963년 |      | 민주당     | 나용균 |
| 1967년 |      | 민주공화당 | 박두선 |
| 1971년 |      | 신민당     | 유갑종 |

## 역대 선거 결과

### 대한민국 제6대 국회의원 선거
|  | 28.36% |

|  | 26.82% |

|  | 20.65% |

|  | 19.72% |

|  | 4.43% |

### 대한민국 제7대 국회의원 선거
|  | 59.90% |

|  | 33.37% |

|  | 2.46% |

|  | 2.20% |

|  | 2.04% |

### 대한민국 제8대 국회의원 선거
|  | 57.76% |

|  | 41.20% |

|  | 1.02% |